# James Watkins
James Thomas Watkins, född 20 maj 1973 i Nottingham, är en brittisk filmregissör och manusförfattare. Han är mest känd för att vara delaktig i en del skräckfilmer, bland annat i The Woman in Black, med Daniel Radcliffe i huvudrollen.
Watkins ansvarar dessutom för regi och manus i skräckfilmen Speak No Evil, som är en remake på 2022 års danska skräckfilm med samma namn. Filmen hade biopremiär i september 2024.

## Filmografi

### Filmer
- 2002 – My Little Eye
- 2007 – Gone
- 2008 – Eden Lake
- 2009 – Instängd 2
- 2012 – The Woman in Black
- 2016 – Bastille Day
- 2024 – Speak No Evil

### TV-serier
- 2016 – Black Mirror (TV-serie)
- 2018 – McMafia (TV-serie)